# Kentucky Derby
De Kentucky Derby is een Groep 1 paardenrace voor 3 jaar oude paarden, die elk jaar in de Amerikaanse stad Louisville wordt gehouden op de eerste zaterdag van mei. De race sluit een festival af dat twee weken duurt.
De race is 2 kilometer lang en staat in de Verenigde Staten bekend als de twee spannendste minuten in sport vanwege de duur van de race en de spanning. De race wordt ook weleens de race om de rozen genoemd. De winnaar wordt namelijk gehuld in een doek vol met rozen.
De derby is de eerste race van de Triple Crown, die bestaat uit drie races. De race wordt bezocht door 155.000 fans. Het is het tweede oudste georganiseerde sportevenement in de Verenigde Staten, na de Travers Stakes.

## Historie

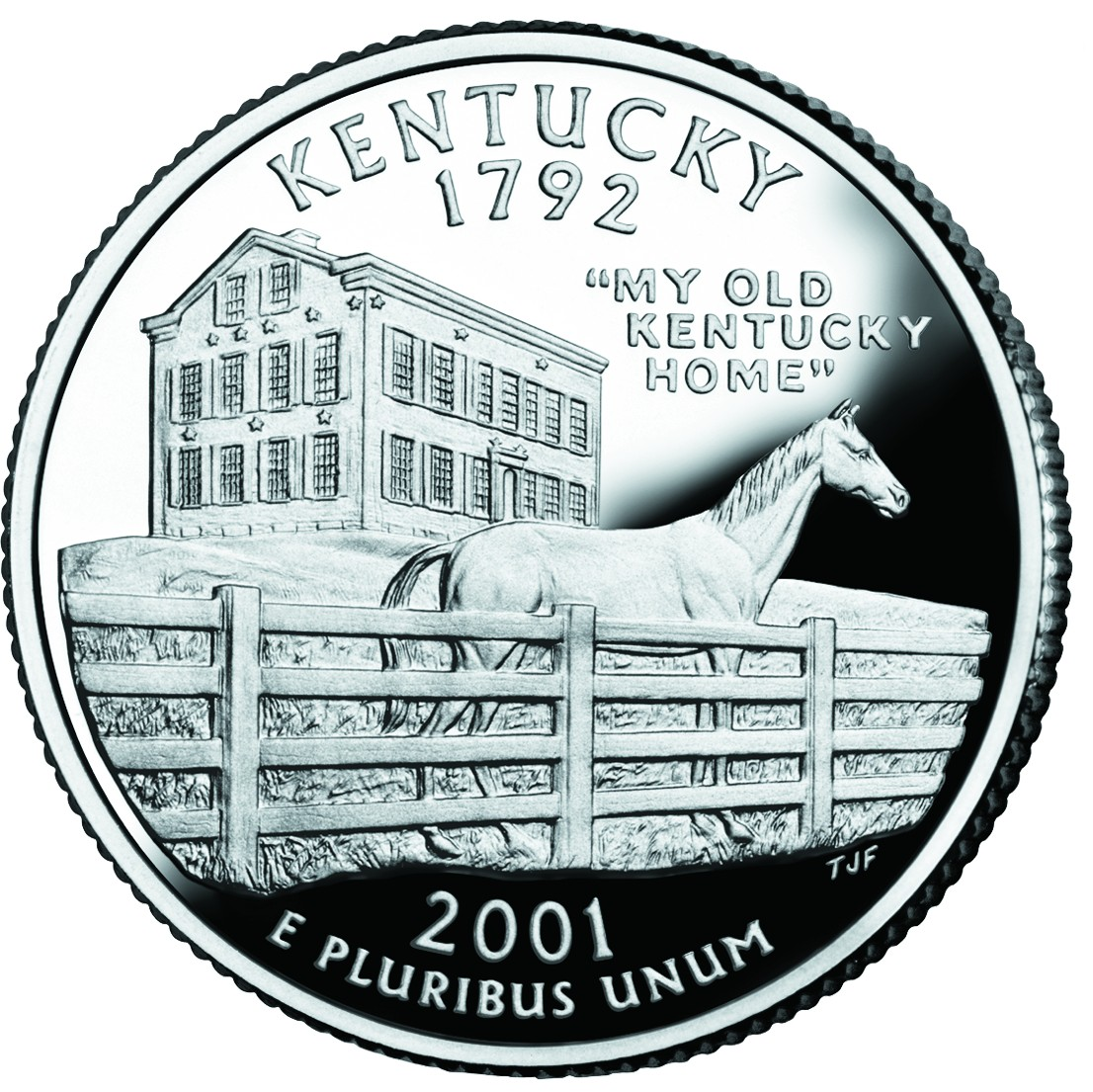
Een racepaard op de achterzijde van een munt

Kentucky is een gebied waar sinds de 18e eeuw veel paardenraces plaatsvinden. De regio staat bekend om het voortbrengen van superieure paarden.
De Derby werd voor het eerst gereden over 2,4 kilometer, dezelfde afstand als de Epsom Derby en de Grand Prix de Paris. In 1896 werd de afstand veranderd naar de huidige 2 kilometer. De race werd voor het eerst georganiseerd in 1875. Alhoewel de eerste race een succes bleek te zijn, kreeg de renbaan financiële problemen. In 1894 werden deze opgelost door een financiële bijdrage van de New Louisville Jockey Club.
In de beginjaren werd de race gedomineerd door zwarte jockeys; zij wonnen 15 van de eerste 28 races. Door toenemende segregatie werd zwarte jockeys echter het leven zuur gemaakt tijdens latere races, en vanaf 1921 reed er in de twintigste eeuw geen enkele zwarte jockey meer mee. In de eenentwintigste eeuw gingen zwarte jockeys weer mondjesmaat meedoen, tot en met 2013 reden er weer twee mee.
Op 11 mei 1892 werd Alonzi Lonnie Clayton de jongste winnaar van de race op vijftienjarige leeftijd. In 1915 werd de race voor het eerst gewonnen door een vrouwelijk paard. In 1917 won Omar Khayyam als eerste buitenlands paard.

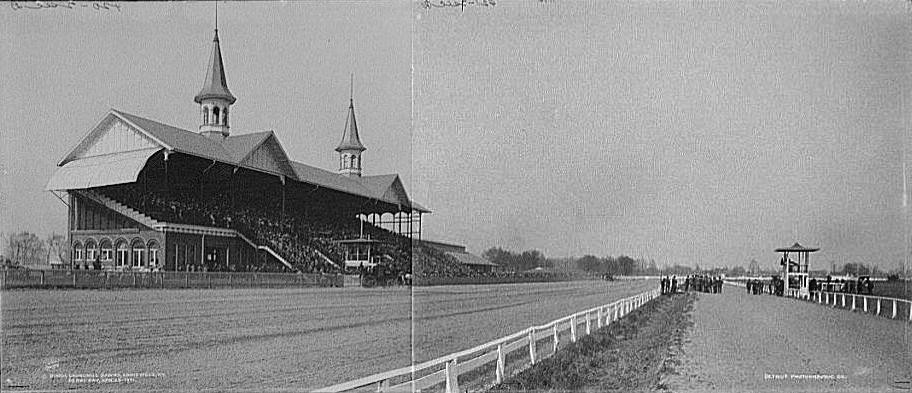
Churchill Downs (1901)

Deelnemende paarden mogen niet jonger of ouder zijn dan drie jaar. Geen enkel paard heeft de race ooit gewonnen zonder geracet te hebben op 2-jarige leeftijd.
Op 3 mei 1952 werd de Derby voor het eerst uitgezonden op de nationale televisie. De prijs voor de winnaar was toen al meer dan 100.000 dollar. In 1968 werd voor eerst de winnaar betrapt op doping. Dit is tot nu toe het enige geval.
De snelste tijd tot nu toe werd gerend door Secretariat in 1973 in 1 minuut en 59 seconden waarmee hij het record van Northern Dancer verbrak. Het record staat inmiddels al 42 jaar en het bijzondere aan het baanrecord van Secretariat was dat hij in elk kwart van de race sneller was dan het voorgaande kwart.
Ook deze race staat bekend om de kleding van het publiek. Op de speciale tribune voor de rich and famous is een pak of jurk verplicht, net als een hoed.
Voorafgaand aan de derby zingt het publiek My Old Kentucky Home, onder begeleiding van de University of Louisville.
- Gemeinsame Normdatei: 4573670-4
- Library of Congress Control Number: no2004064882
- Virtual International Authority File: 139905869